# Yuvalıçayır, Yıldızeli
Yuvalıçayır là một xã thuộc huyện Yıldızeli, tỉnh Sivas, Thổ Nhĩ Kỳ. Dân số thời điểm năm 2011 là 83 người.